# ایستگاه آربوتوس
ایستگاه آربوتوس (انگلیسی: Arbutus station) یک ایستگاه زیرزمینی برنامه‌ریزی‌شده در خط میلنیوم سیستم مترو ونکوور اسکای‌ترین (ونکوور) است. این ایستگاه در گوشه شمال شرقی تقاطع برادوی غربی و خیابان آربوتوس در محله کیتسیلانو ونکوور، بریتیش کلمبیا، کانادا واقع خواهد شد و پس از تکمیل، پایانه غربی خط میلنیوم خواهد بود. قرار است در سال ۲۰۲۵ افتتاح شود.